# Georg Silfverswärd
Sebastian Frans Georg Silfverswärd, död den 29 augusti 1855 i Salems socken, Stockholms län, död den 5 maj 1932 i Stockholm, var en svensk militär. Han var bror till Ernst Silfverswärd.
Silfverswärd blev underlöjtnant vid Södermanlands regemente 1875 och löjtnant där 1881. Han var adjutant hos inspektören för militärläroverken 1885–1889. Silfverswärd befordrades till kapten 1892, till major vid Västernorrlands regemente 1900 och till överstelöjtnant vid Karlskrona grenadjärregemente 1903, i regementets reserv 1906. Han blev riddare av Svärdsorden 1897.